# Jean Veyrat
Pour les articles homonymes, voir Veyrat.
Ne pas confondre avec Jean-Pierre Veyrat (1810-1844), poète savoyard.
Jean-Pierre Veyrat (Lyon, 14 janvier 1913-Sassenage, 1er août 1944) est un résistant français.

## Biographie
Cheminot à Grenoble, employé de bureau comptable, il entre rapidement dans la Résistance sous le pseudonyme de Raymond et devient un des organisateurs des Maquis de l'Isère pour procurer un abri aux Jeunes menacés par le STO. Arrêté début mars 1943, il s'évade d'Italie, rejoint le Vercors et participe à l’organisation du secteur de Romans des Groupes-Francs. Blessé à Roanne lors de sa deuxième arrestation par la milice, il parvient de nouveau à s'échapper. 
En mai 1944, il accompagne Eugène Chavant, le patron civil du Vercors, à Alger pour faire le point avec les responsables de la France libre concernant l'Opération Montagnards. 
Devenu Lieutenant FFI, il devient ensuite un des lieutenants du Capitaine Goderville lors des opérations du Vercors et se réfugie avec lui et huit compagnons dans la Grotte aux fées. 
Il fait partie des cinq hommes qui, avec Jean Prévost, tente de rejoindre Grenoble et est le seul du groupe à posséder une arme. Après une pause à Engins, les hommes s'engagent dans les Gorges d'Engins. Ils sortent du défilé le 1er août et atteignent le pont Charvet où ils tombent sur des soldats allemands qui les abattent aussitôt à la mitrailleuse. Il est tué, comme ses compagnons, sur le coup.

## Hommage
Une rue de Grenoble porte son nom. 